# Axier Arteaga
Axier Arteaga Garayalde, llamado Arteaga II, nacido en Lasarte-Oria (Guipúzcoa) el 26 de mayo de 1996, es un pelotari español de pelota vasca en la modalidad de mano. Su padre, Juan Mari Arteaga, fue pelotari profesional en la modalidad de mano durante los años 90.

## Palmarés
- Campeón del Manomanista de promoción, 2017 y 2020[1]
- Campeón del Campeonato de Parejas de promoción, 2017

## Finales del Manomanista de 2ª categoría
| Año  | Campeón    | Subcampeón | Tanteo | Frontón  |
| ---- | ---------- | ---------- | ------ | -------- |
| 2017 | Arteaga II | Bakaikoa   | 22-18  | Labrit   |
| 2020 | Arteaga II | Elordi     | 22-12  | Beotibar |

## Final del Campeonato de Parejas de 2ª categoría
| Año  | Campeones           | Subcampeones           | Tanteo | Frontón  |
| ---- | ------------------- | ---------------------- | ------ | -------- |
| 2017 | Arteaga II - Erasun | Peña II - Salaverri II | 22-12  | Beotibar |